# Republika Zamboangi
Republika Zamboangi (hiszp. República de Zamboanga) – krótkotrwała republika powstała na gruzach Hiszpańskich Indii Wschodnich, leżąca na wyspie Mindanao. Istniała w latach 1899–1903, a od 1901 roku znajdowała się pod administracją Stanów Zjednoczonych.